# 博陵崔氏
博陵崔氏，是中国中古时代一个以博陵郡为郡望的崔姓家族，博陵崔氏在东汉跻身名门，北魏时期虽然门第低于清河崔氏为代表的四姓，但博陵崔氏在北齐北周时期全面上升，成为一流士族。唐初修订《氏族志》，既属关中集团，又是山东名族的博陵崔氏第二房崔民幹被定为第一等，只是在唐太宗的直接干预下才被下调至第三等。在唐朝，博陵崔氏属于七姓十家的禁婚家范畴，有宰相十五人，其中博陵第二房尤为显赫，被视为天下士族之冠。

## 姓源
崔氏源出於齊國公族，是齊太公的後裔。齊丁公的嫡子季子將繼承權讓給了齊乙公，以崔為采邑，於此終老，有子穆伯，後世便以崔為氏。穆伯的十一世孫崔杼擔任齊國的正卿，有子崔成、崔彊，後取齊桓公的後裔東郭姜生崔明。慶封攻殺崔成、崔彊，崔杼與東郭姜自殺，崔明躲在墳墓中逃過一劫，之後出奔到魯國。崔明有子崔良，十五世孫崔意如為秦大夫，封東萊侯。有二子：崔業、崔仲牟。業字伯基，漢東萊侯，居清河東武城，後代為清河崔氏；仲牟居博陵安平，後代為博陵崔氏。

## 郡望与籍贯
博陵崔氏郡望博陵郡，祖籍安平縣在漢朝屬涿郡，故後漢書稱崔駰：「字亭伯，涿郡安平人也。」漢桓帝以後為博陵郡，晉朝改為博陵國，後魏至北齊回復為博陵郡。隋初廢郡改置深州，唐代為深州，或為饒陽郡。

## 發展
博陵崔氏自東漢起名人輩出。在新朝時期，崔發曾任大司空，新朝滅亡時被殺。東漢建立，崔發弟崔篆以兄長為恥，隱居不仕。崔篆的孫子崔駰與班固、傅毅齊名，曾在竇憲手下服務，因進諫竇憲而遭疏遠。崔駰子崔瑗，曾經為兄長報仇，因殺人而逃亡，後遇赦。崔瑗與馬融、張衡友好，以文章聞名，著名的作品有《座右銘》，被文選收錄。崔瑗子崔寔，是農業著作《四民月令》的作者。崔寔玄孫崔洪，以耿直有志氣聞名，在晉朝擔任吏部尚書、大司農等官職。崔洪孫崔懿為前燕秘書監，有八個兒子，分為六房，後裔繁盛，於唐朝被列為禁婚家之一而知名於世。

### 大房崔氏
始祖為崔懿子崔遭。崔遭孫崔鑒在北魏擔任東徐州刺史。崔鑒子崔秉為燕州刺史，曾被杜洛周圍攻，其子崔仲哲跟隨援軍救援而戰死，崔秉最後因軍事失利而免官，後來累進為驃騎大將軍儀同三司。
崔鑒兄長崔檦的孫子崔伯謙，在高歡執政時擔任功曹。因其弟崔仲讓到了關中，崔伯謙放棄在中樞任官的機會，擔任南鉅鹿太守。
在唐朝有六位宰相是大房崔氏的後裔，其中崔伯謙的後裔有崔玄暐（相武則天、中宗）、崔渙（相玄宗）、崔損（相德宗）；崔仲哲的後裔有崔鉉（相武宗、宣宗）、崔元式（相宣宗）、崔沆（相僖宗）。

### 第二房崔氏
六房崔氏中，第二房崔氏尤其顯赫。崔氏本是山東氏族，然而東西魏分裂後，有許多家族成員在宇文氏手下任官，不但多位被賜姓宇文氏，甚至有女兒被皇室收養而封為公主者。唐初高士廉主編的氏族志本以第二房崔氏的崔民幹為第一等，後來在唐太宗的干預下被降為第三等。然而時至中晚唐，第二房崔氏名人輩出，被公認為天下氏族之冠。
第二房崔氏始祖為崔懿子崔琨。魏獻文帝時，崔琨孫崔辯擔任中書博士、武邑太守。崔辯有兩個兒子崔模、崔楷死於戰場。崔模死於征討万俟醜奴的戰役中。
崔楷個性嚴烈，魏孝明帝孝昌初年設置殷州，以崔楷為刺史。當時葛榮起事，人們因此勸誡崔楷單身赴任，崔楷認為這樣會被認為首鼠兩端，因而舉家前往。等到葛榮軍進逼時，人們勸誡崔楷把家裡弱小的成員疏散避難，崔楷將第四女、第三兒趁夜送出，後來又認為這樣會被手下認為心志不堅，因而將兒女追還，守軍因此士氣大振。最後城池仍被攻陷，崔楷及長子均死。崔楷子崔士謙，魏孝明帝孝昌初年擔任著作佐郎，後擔任賀拔勝的行台左丞。賀拔勝敗於侯景，崔士謙與弟弟崔說跟著賀拔勝一起投奔南朝梁，後來回到西魏。崔士謙進驃騎大將軍、開府儀同三司、直州刺史，賜姓宇文氏，北周時遷總管、安州刺史，加大將軍，進爵武康郡公。崔士謙與弟弟崔說友愛，崔說後來累進驃騎大將軍、開府儀同三司、侍中等官。
崔辯堂弟崔挺，崔挺的女兒被魏孝文帝納為嬪，拜昭武將軍、光州刺史，北海王元詳以崔挺為司馬。崔挺子崔孝芬，魏孝武帝太昌初年擔任殿中尚書，加儀同三司，兼吏部尚書等職務，後來被高歡所殺。崔孝芬子崔猷，在父親死後投奔西魏，後來擔任侍中、驃騎大將軍、開府儀同三司、本州大中正等官職，賜姓宇文氏，其女為皇帝養女，封為富平公主。隋朝時以前朝遺老的身分，授大將軍，進爵汲郡公。其子崔仲方也曾任大將軍。
崔孝芬弟孝偉，其子崔昂，在東魏擔任尚書左丞，北齊時曾任散騎常侍，兼大司農卿，因高歸彥的事被牽連而免官，後復為五兵尚書。
在唐朝有六位宰相是第二房崔氏的後裔，其中崔士謙的後裔有崔珙（相武宗）、崔遠（相昭宗）；崔說的後裔有崔祐甫（相德宗）、崔植（相穆宗）；崔猷的後裔有崔敦禮（相高宗）；崔昂的後裔有崔造（相德宗）。

### 第三房崔氏
始祖為崔懿子崔格。崔格曾孫崔纂，曾任廷尉正，王靜自廷尉監遷少卿，崔纂恥居其下而解官。崔纂兄子崔暹，崔暹先後在高琛、高澄手下任職，受到高歡、高澄很隆重的禮遇，官至尚書右僕射、儀同三司。
唐睿宗、玄宗朝宰相崔日用、白居易的朋友崔玄亮是崔纂的後裔。

### 博陵安平房
博陵崔氏另有博陵安平房，是崔寔堂兄崔烈的後裔。崔烈本來很有聲譽，因為花錢買官，其事被漢靈帝與其保母當眾說出討論，於是聲望大減。崔烈曾官至太尉，死於董卓去世時的大亂。崔烈子崔鈞，其後裔有兩位在唐朝官至宰相：崔仁師（相太宗）、崔湜（相中宗）。崔烈另有一子崔州平，因與諸葛亮是好友而知名。

## 房支
- 博陵安平房，东汉西河太守崔钧十世孙崔昂的后裔，号为博陵安平房
- 博陵大房，前燕秘书监崔懿长子钜鹿县令崔遭的后裔，号为博陵大房
- 博陵第二房，前燕秘书监崔懿第二子饶阳县令、博陵太守崔琨的后裔，号为博陵第二房
- 博陵第三房，前燕秘书监崔懿第三子崔格的后裔，号为博陵第三房
- 博陵第四房，前燕秘书监崔懿第四子崔邈的后裔，号为博陵第四房
- 博陵第五房，前燕秘书监崔懿第五子秀才崔殊的后裔，号为博陵第五房
- 博陵第六房，前燕秘书监崔懿第六子崔怡、第七子崔豹、第八子崔侃的后裔，合称博陵第六房

### 禁婚家
博陵大房、博陵第二房、博陵第三房、博陵第四房、博陵第五房、博陵第六房在唐朝属于禁婚家。

### 房
博陵安平房、博陵大房、博陵第二房、博陵第三房则因在唐朝出宰相合称博陵崔氏定著四房。

## 著名人物

### 兩漢
- 崔發，新朝大司空
- 崔駰，文學家，與班固、傅毅齊名
- 崔瑗，《座右銘》作者
- 崔寔，《四民月令》作者
- 崔烈，東漢太尉

### 魏晉南北朝
- 崔洪，晉朝吏部尚書、大司農
- 崔懿，前燕秘書監
- 崔秉，北魏驃騎大將軍儀同三司
- 崔士謙，北周大將軍
- 崔說，北周驃騎大將軍、開府儀同三司、侍中
- 崔昂，北齊五兵尚書
- 崔暹，北齊尚書右僕射、儀同三司

### 唐朝宰相
- 崔仁师，出自博陵安平房，唐太宗宰相
- 崔湜，出自博陵安平房，唐中宗宰相
- 崔玄暐，出自博陵大房，武则天、唐中宗宰相
- 崔涣，出自博陵大房，唐玄宗宰相
- 崔损，出自博陵大房，唐德宗宰相
- 崔铉，出自博陵大房，唐武宗、唐宣宗宰相
- 崔元式，出自博陵大房，唐宣宗宰相
- 崔沆，出自博陵大房，唐僖宗宰相
- 崔敦礼，出自博陵第二房，唐高宗宰相
- 崔造，出自博陵第二房，唐德宗宰相
- 崔珙，出自博陵第二房，唐武宗宰相
- 崔远，出自博陵第二房，唐昭宗宰相
- 崔祐甫，出自博陵第二房，唐德宗宰相
- 崔植，出自博陵第二房，唐穆宗宰相
- 崔日用，出自博陵第三房，唐睿宗、唐玄宗宰相